# Монополія
Монопо́лія (від грецьких слів «mono» — один, «poleo» — продаю) — виключне право (виробництва, торгівлі, промислу тощо), що належить одній особі, групі осіб чи державі, а також встановлення підприємцем або групою підприємців контролю над однією чи кількома галузями виробництва з метою збільшення прибутків і ліквідації конкуренції.
Монопо́льне утво́рення — підприємство, об'єднання чи господарське товариство та інше утворення, що займає монопольне становище на ринку.
Монопо́льне стано́вище — панівне становище суб'єкта господарювання, яке дає йому можливість самостійно або разом з іншими суб'єктами господарювання обмежувати конкуренцію на ринку певного товару. Монопольним визнається становище суб'єкта господарювання, частка якого на ринку певного товару перевищує 35 %.
Рішенням Антимонопольного комітету України може визначатися монопольним (домінуючим) також становище суб’єкта господарювання, якщо його частка на ринку товару становить 35 або менше відсотків, але він не зазнає значної конкуренції, зокрема внаслідок порівняно невеликого розміру часток ринку, які належать конкурентам.

## Пояснення
Ринок чистої монополії — це такий тип побудови ринку, на якому продукцію пропонує один продавець. Підприємство-монополіст має задовольнити всіх потенційних покупців певного товару в межах даного ринку, і тому це підприємство ототожнюється з галуззю. В широкому розумінні монополія — це така ситуація, за якої продавців (виробників) настільки мало, що кожний з них може впливати на загальний обсяг пропозиції та ціну продукції, що реалізується.
Головними ознаками ринку чистої монополії є:
- відсутність досконалих замінників продукції фірми-монополіста;
- неможливість входження на ринок інших фірм;
- велика кількість покупців на ринку;
- досконала інформованість щодо цін, фізичних ознак товару, інших параметрів ринку.

Суб'єкт господарювання займає монопольне (панівне, домінуюче) становище на ринку товарів, якщо:
- на цьому ринку немає жодного конкурента;
- немає значної конкуренції внаслідок обмеженої можливості доступу інших підприємств на ринок;
- частка підприємства на ринку продукції перевищує 35 % і суб'єкт господарювання не довів, що зазнає значної конкуренції.

Могутні капіталістичні об'єднання (у формі картелів, синдикатів, трестів, концернів), які виникають на базі концентрації виробництва і капіталу й зосереджують у своїх руках виробництво чи продаж певного товару для отримання максимальних прибутків.

## Суть монополії
Однією з негативних рис є те, що ринок породжує монополії та монополістичні тенденції в економічній системі.[джерело?]
Історія монополії сягає сивої давнини. Згадку про неї знаходимо вже у старогрецького філософа Аристотеля. Він відносить її до «мистецтва наживати майно», зазначаючи, що «вигідно в розумінні наживання майна, якщо хтось зуміє захопити будь-яку монополію».
Англійський філософ Томас Гобс описує монополії, створені ще феодальною державою для зарубіжної торгівлі. Він їх називає корпораціями, «метою яких є збільшення прибутків шляхом монопольного права купівлі і продажу як вдома, так і за кордоном».
Монополістичні тенденції проявляються на всіх етапах розвитку ринкових процесів, але стають явними лише в XIX ст.[джерело?]

## Види монополій
Протягом всієї історії розвитку монополій, вони були представлені різними видами, які можна класифікувати за такими ознаками:

### За причиною виникнення
За такою ознакою можна виділити три основні види монополій — природна, адміністративна, економічна.
- Природна монополія виникає внаслідок об'єктивних причин. Вона відображає ситуацію, коли попит на даний товар чи послугу найкраще задовольняється однією або кількома фірмами. В її основі — особливості технологій виробництва й обслуговування споживачів. Тут конкуренція неможлива або небажана, бо при входженні в галузь інших фірм, витрати на виготовлення продукції зростуть. Причиною є економія від масштабу — чим більше вироблено продукції, тим менша її вартість. Прикладом можуть служити енергозабезпечення, телефонні послуги, зв'язок, трубопровідний транспорт і т. д. У цих галузях існує обмежена кількість, якщо не єдине національне підприємство, і тому, природно, вони посідають монопольне становище на ринку. Ліквідація чи розукрупнення таких монополій економічно недоцільні. Найвища ефективність функціонування галузі забезпечується лише за умови наявності одного виробника чи дистриб’ютора (розподільника).

- Адміністративна монополія виникає внаслідок дій державних органів. 3 одного боку, це надання окремим фірмам виключного права на виконання певного роду діяльності. Так голландській та англійській Ост-Індським компаніям на початку 17 ст. державою було надано виняткове право на торгівлю з Індією. 3 другого боку, це організаційні структури для державних підприємств, коли вони об'єднуються і підпорядковуються різним главам, міністерствам, асоціаціям. Тут, як правило, групуються підприємства однієї галузі. Вони виступають на ринку як єдиний господарський суб'єкт і між ними відсутня конкуренція. Економіка колишнього Радянського Союзу належала до найбільш монополізованих у світі. Домінуючою там була саме адміністративна монополія, передусім монополія всесильних міністерств і відомств. Більше того, існувала абсолютна монополія держави на організацію й управління економікою, яка базувалась на пануючій державній власності на засоби виробництва.

- Найпоширенішою є економічна монополія. Її поява зумовлена економічними причинами, вона виростає на базі закономірностей господарського розвитку. Йдеться про підприємців, які зуміли завоювати монопольне становище на ринку. До нього ведуть два основні шляхи. Перший полягає в успішному розвитку підприємства, постійному зростанні його масштабів шляхом концентрації капіталу. Другий — набагато швидший — базується на процесах централізації капіталів, тобто на добровільному об'єднанні або поглинанні переможцями банкрутів. Тим чи іншим шляхом або поєднуючи обидва, підприємство досягає таких масштабів, коли починає домінувати на ринку. Воно переходить в іншу категорію підприємств: з розряду «статистів», що не грають істотної ролі і кожне зокрема не може вплинути на загальну ситуацію, до розряду «солістів», які фактично розігрують ринковий «спектакль».

### За формою об'єднання капіталу
За формою об'єднання капіталу монополії поділяють на трести, синдикати, картелі, багатогалузеві концерни, конгломерати.
Картель — це об'єднання декількох підприємств однієї галузі виробництва, учасники якого зберігають свою власність на засоби виробництва і вироблений продукт, промислову і комерційну самостійність, і домовляються про частку кожного в загальному об'ємі виробництва, цінах, ринках збуту.
Існує багато міжнародних картелів. Найвідоміший з них — це картель Організації країн експортерів нафти (ОПЕК). Він намагається регулювати випуск нафти його членам, з метою контролювати ціну, щоб максимізувати групові прибутки.
Синдикат — це об'єднання ряду підприємств однієї галузі промисловості, учасники якого зберігають власність на засоби виробництва, але втрачають власність на виготовлений продукт, а значить, зберігають виробничу, але втрачають комерційну самостійність. У синдикатів збут товарів здійснюється загальною збутовою конторою.
Складніші форми монополістичних об'єднань виникають тоді, коли процес монополізації поширюється і на сферу безпосереднього виробництва. У цьому разі виникає необхідність об'єднання у межах однієї корпорації послідовних, взаємопов'язаних виробництв кількох галузей промисловості, тобто вертикальній інтеграції, або комбінування. Наприклад, у межах велетенських автомобільних корпорацій можуть об'єднуватися підприємства, що видобувають сировину, виплавляють сталь, виготовляють автомобілі та ін. На цій основі виникає така вища форма монополістичних об'єднань, як трест.
Трест — це об'єднання ряду підприємств однієї або декількох галузей промисловості, учасники якого втрачають власність на засоби виробництва і виготовлений продукт, виробничу і комерційну самостійність, тобто об'єднують виробництво, збут, фінанси, управління, а на суму вкладеного капіталу власники окремих підприємств отримують акції тресту, які дають їм право брати участь в управлінні і привласнювати відповідну частку прибутку.
Багатогалузевий концерн —  це об'єднання десятків і сотень різних галузей промисловості, транспорту, торгівлі, учасники якого втрачають власність на засоби виробництва і вироблений продукт, а головна фірма здійснює за іншими учасниками об'єднання фінансовий контроль.
Конгломерат —  це монополістичне об'єднання, утворене внаслідок поглинання прибуткових різногалузевих підприємств, які не мали виробничої й технічної спільності.

## Причини виникнення
Причини виникнення монополій пов'язані передусім із змінами в технологічному способі виробництва. Передумовою цих змін була промислова революція кін. XVIII — поч. XIX ст., технічні винаходи, поява нових галузей промисловості та швидкий розвиток виробництва в багатьох із них, насамперед у легкій промисловості.
Через процес концентрації виробництва, коли підприємства, замість ведення між собою виснажливої конкурентної боротьби, укладають між собою угоду, тобто об'єднують і капітал.
1. Централізація виробництва — це збільшення масштабів виробництва продукції в результаті об'єднання кількох підприємств в одне і загальним управлінням. (Щоб вижити в такій боротьбі, отримати більше прибутків).
2. Централізація капіталу — це збільшення розмірів капіталу, внаслідок об'єднання або злиття раніше самостійних капіталів. Наприклад: утворення акціонерних компаній.
3. Внаслідок дій держави (спеціальних або навмисних її кроків).
4. Поява акціонерної капіталістичної власності, коли індивідуальна приватна власність перетворюється на гальмо продуктивних сил. Це означає, що в кінці XIX ст. під впливом наукових винаходів (нові види двигунів і т. д.) потрібно було будувати такі заводи, які неспроможний був побудувати жоден капіталіст. Крім того, у цей час починається спорудження залізниць, інших великих об'єктів. Нагромадити необхідні кошти окремий капіталіст міг хіба через десятки років. Виникає необхідність у новій формі власності, яка б змогла швидко розв'язати ці проблеми. Нею стала акціонерна капіталістична власність, що виникла в результаті злиття, об'єднання декількох капіталістів.
5. Кризові явища в економіці.

## Наслідки
Монопольне становище може призвести до наступних наслідків:
- Диктування  цін
- Запобігання інноваціям, як наслідок знищення конкурентів.